# Institut de recherches mathématiques d'Oberwolfach

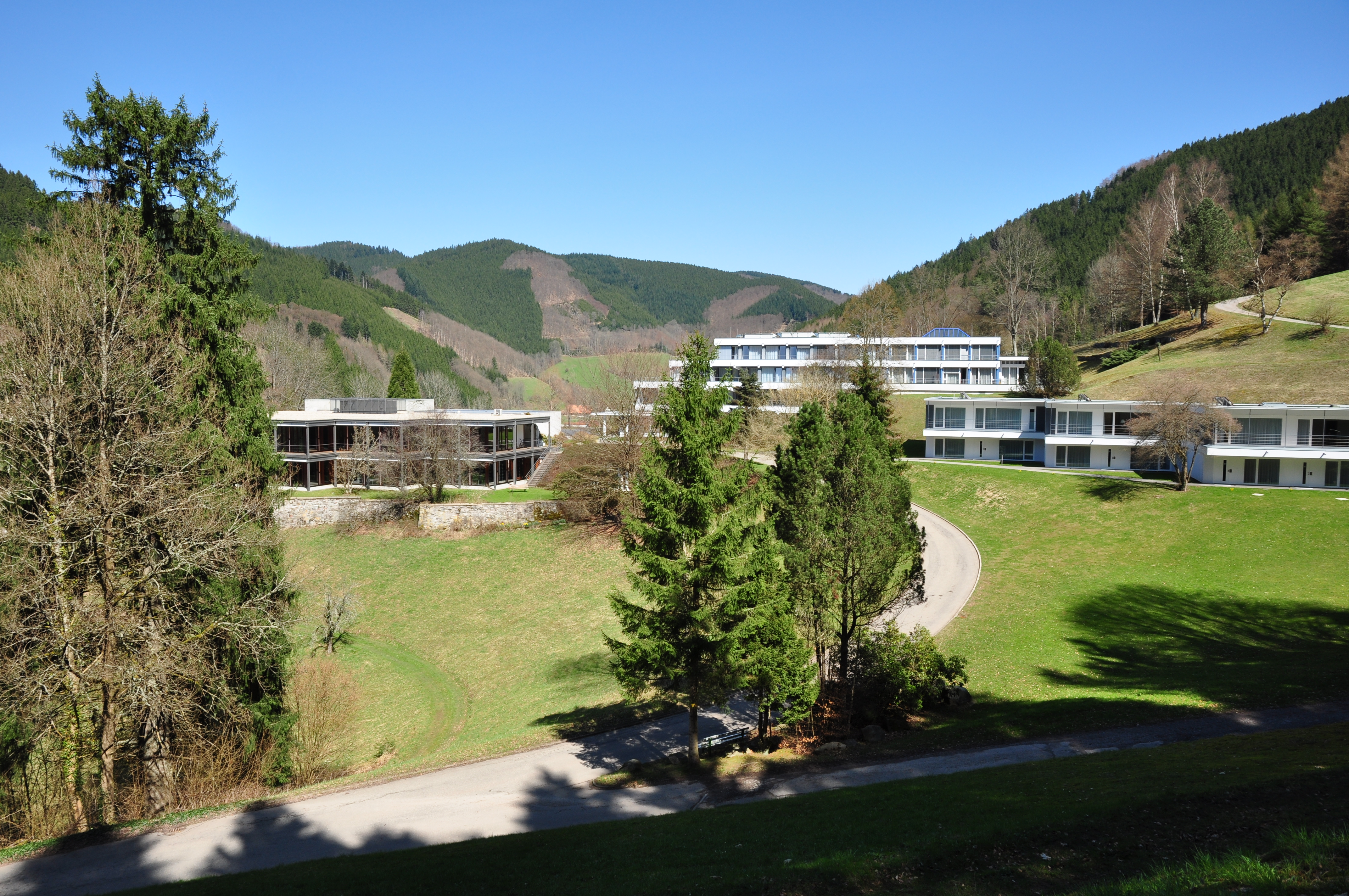
La bibliothèque, le bâtiment principal et d'autres bâtiments.

L'institut de recherches mathématiques d'Oberwolfach (en allemand : Mathematisches Forschungsinstitut Oberwolfach) est un centre de recherche en mathématiques situé à Oberwolfach (Allemagne). Il a été fondé par le mathématicien Wilhelm Süss en 1944.
Il organise des ateliers hebdomadaires sur divers sujets où des scientifiques du monde entier viennent faire de la recherche en collaboration.
L'Institut est membre de la Leibniz-Gemeinschaft, financée principalement par le ministère fédéral allemand de l'éducation et de la recherche (en) et par le Land de Bade-Wurtemberg. Il bénéficie également d'un financement substantiel de la part de la fondation Friends of Oberwolfach, de la fondation Oberwolfach et de nombreux donateurs.

## Histoire
L'Institut de recherche en mathématiques d'Oberwolfach (MFO) a été fondé le 1er septembre 1944 sous le nom d'Institut de mathématiques du Reich (Reichsinstitut für Mathematik), l'un des nombreux instituts de recherche fondés par les nazis pour soutenir l'effort de guerre allemand, qui était manifestement défaillant.
Le modèle de la surface de Boy a été installé devant l'institut le 28 janvier 1991, offert par Mercedes-Benz.

## Direction
- 1944–1958 : Wilhelm Süss
- 1958–1959 : Hellmuth Kneser
- 1959–1963 : Theodor Schneider
- 1963–1994 : Martin Barner (de)
- 1994–2002 : Matthias Kreck
- 2002–2013 : Gert-Martin Greuel
- depuis 2013 : Gerhard Huisken

## Prix d'Oberwolfach
Le prix d'Oberwolfach est décerné approximativement tous les trois ans pour des progrès dans le domaine mathématiques, à des jeunes mathématiciens (moins de 35 ans). Il est financé par la fondation d'Oberwolfach.

### Lauréats
- 1991 : Peter Kronheimer
- 1993 : Jörg Brüdern (de) et Jens Franke
- 1996 : Gero Friesecke (de) et Stefan Sauter (de)
- 1998 : Alice Guionnet
- 2000 : Luca Trevisan
- 2003 : Paul Biran[2]
- 2007 : Ngô Bảo Châu
- 2010 : Nicola Gigli et László Székelyhidi
- 2013 : Hugo Duminil-Copin
- 2016 : Jacob Fox
- 2019 : Oscar Randal-Williams
- 2022 : Vesselin Dimitrov